# Chrysosoma repertum
Chrysosoma repertum är en tvåvingeart som beskrevs av Becker 1923. Chrysosoma repertum ingår i släktet Chrysosoma och familjen styltflugor. Inga underarter finns listade i Catalogue of Life.